# Recharged
Recharged (в пер. з англ. «Перезарядження») — другий альбом реміксів записаний американською рок-групою Linkin Park. Альбом був випущений 29 жовтня 2013 року, лейблами Warner Bros. та Machine Shop. Він повністю спродюсований Ріком Рубіном і Майком Шинодой. Альбом включає в себе ремікси десяти пісень з п'ятого студійного альбому гурту Living Things, а також нову пісню, "A Light That Never Comes" (і ремікс від нього) зі Стівом Аокі, який є першим і єдиним синглом в альбомі, який випущений 16 вересня. Recharged отримав змішані відгуки від критиків.

## Думки критиків та продажі
Реакція критиків на Recharged була змішаною. На американському вебзібранні Metacritic рейтинг альбому становить 49%, заснований на 4 рецензіях. Журнал NME розкритикував звучання альбому, описавши пісні на ньому, як «розквашений драм-н-бейс, 8-бітові сплески і безглуздий денсхолл». Особливо негативно редакторами NME був сприйнятий ремікс Ріка Рубіна на «A Light That Never Comes»; журналісти назвали його «катастрофою». Більш позитивну думку про Recharged висловив оглядач Allmusic Стівен Томас Ерлвін. Він поставив альбому 3 зірки з 5, заявивши що «альбом звернений в першу чергу до" хардкорних" шанувальників Linkin Park». Recharged дебютував під номером 10 в чарті Billboard 200, з накладом понад 33 000 проданих копій за перший тиждень . Наступного тижня було продано більше 11 000 копій . Загальний тираж проданих копій за перший тиждень продажів в США становить 49000 .

## Список композицій
| Recharged — Цифрова версія / CD / Вінілова платівка | Recharged — Цифрова версія / CD / Вінілова платівка                 | Recharged — Цифрова версія / CD / Вінілова платівка |
| #                                                   | Назва                                                               | Тривалість                                          |
| --------------------------------------------------- | ------------------------------------------------------------------- | --------------------------------------------------- |
| 1.                                                  | «A Light That Never Comes» (з Стівом Аокі)                          | 3:49                                                |
| 2.                                                  | «Castle of Glass» (M. Shinoda Remix)                                | 6:20                                                |
| 3.                                                  | «Lost in the Echo» (KillSonik Remix)                                | 5:09                                                |
| 4.                                                  | «Victimized» (M. Shinoda Remix)                                     | 3:00                                                |
| 5.                                                  | «I'll Be Gone» (Vice Remix) (разом з Pusha T)                       | 4:00                                                |
| 6.                                                  | «Lies Greed Misery» (Dirtyphonics Remix)                            | 4:50                                                |
| 7.                                                  | «Roads Untraveled» (Rad Omen Remix) (разом з Bun B)                 | 5:28                                                |
| 8.                                                  | «Powerless» (Enferno Remix)                                         | 6:07                                                |
| 9.                                                  | «Burn It Down» (Tom Swoon Remix)                                    | 4:46                                                |
| 10.                                                 | «Until It Breaks» (Datsik Remix)                                    | 6:00                                                |
| 11.                                                 | «Skin to Bone» (Nick Catchdubs Remix) (разом з Cody B. Ware та Ryu) | 3:54                                                |
| 12.                                                 | «I'll Be Gone» (Schoolboy Remix)                                    | 6:11                                                |
| 13.                                                 | «Until It Breaks» (Money Mark Headphone Remix)                      | 4:29                                                |
| 14.                                                 | «A Light That Never Comes» (Rick Rubin Reboot)                      | 4:40                                                |
| 68:43                                               |                                                                     |                                                     |

| Recharged — Бонус-трек | Recharged — Бонус-трек              | Recharged — Бонус-трек |
| #                      | Назва                               | Тривалість             |
| ---------------------- | ----------------------------------- | ---------------------- |
| 15.                    | «Burn It Down» (Paul van Dyk Remix) | 8:00                   |
| 76:43                  |                                     |                        |

## Музиканти
- Честер Беннінґтон — вокал
- Майк Шинода — вокал, ритм-гітара, клавішні, фортепіано
- Бред Делсон — соло-гітара , бек-вокал. клавішні, вокал в «Until It Breaks»
- Девід Майкл Фаррел — бас-гітара , бек-вокал, семплінг, синтезатор
- Джо Хан — семплінг

, бек-вокал, синтезатор
- Роберт Бурдон — ударні , бек-вокал

## Хронологія релізу
| Регіон            | Дата           | Формат(и)               | Лейбл(и)                                       |
| ----------------- | -------------- | ----------------------- | ---------------------------------------------- |
| США               | 29 жовтня 2013 | CD, Цифрова дистрибуція | Warner Bros. Records / Machine Shop Recordings |
| Європейський Союз | 29 жовтня 2013 | CD, Цифрова дистрибуція | Warner Bros. Records / Machine Shop Recordings |
| Австралія         | 29 жовтня 2013 | CD, Цифрова дистрибуція | Warner Bros. Records / Machine Shop Recordings |
| Канада            | 29 жовтня 2013 | CD, Цифрова дистрибуція | Warner Bros. Records / Machine Shop Recordings |
| Японія            | 30 жовтня 2013 | CD                      | Warner Music Japan                             |
| США               | 6 грудня 2013  | 2×LP                    | Warner Bros. Records / Machine Shop Recordings |
| Європейський Союз | 6 грудня 2013  | 2×LP                    | Warner Bros. Records / Machine Shop Recordings |
| Канада            | 10 грудня 2013 | 2×LP                    | Warner Bros. Records / Machine Shop Recordings |